# Репух, Сенад
Сенад Репух (босн. Senad Repuh; 18 ноября 1972, Сараево, СФРЮ) — югославский и боснийский футболист, полузащитник.

## Карьера

### Клубная
Начал профессиональную карьеру в клубе «Сараево» в сезоне 1990/91, за все годы здесь он сыграл порядка 200 матчей. С началом войны в Боснии многие игроки покинули клуб, однако Репух остался верен своей команде. В 1995 году после того, как его заметили скауты во время одного из матчей чемпионата Боснии и Герцеговины, Репух присоединился к клубу французской Лиги 1 «Лорьян», где находился в течение одного сезона, прежде чем вернуться в ФК «Сараево». В 1997 году осуществил переход в турецкую Суперлигу, где сначала выступал за «Карабюкспор» вместе с Санином Пинтулом и Сеядом Халиловичем, а позднее в «Бурсаспоре» с Мирзой Варешановичем. После пребывания в Израиле, играя за «Хапоэль» Иерусалим и «Хапоэль Холон», снова вернулся в «Сараево». Летом 2001 года вместе со своим соотечественником Срджаном Пецелем перейдя в российский клуб «Сокол» Саратов, стал одним из первых в истории команды легионеров из дальнего зарубежья. Дебютировал в чемпионате России 11 августа в домашнем матче 21-го тура против московского «Динамо», выйдя с первых минут и будучи заменённым на 23-й минуте матче Виталием Самойловым. Во время межсезонья остался в Саратове. После окончания первого круга сезона 2002 года покинул Россию и вновь вернулся в «Сараево». В сезоне 2004/05 выступал за мальтийский клуб «Пьета Хотспурс». В 2007 году выиграл чемпионат Боснии и Герцеговины с «Сараево». Завершал карьеру в 2010 году в клубе низшего дивизиона «САШК Напредак».

### В сборной
С 1997 по 1999 год провёл 14 матчей за национальную сборную Боснии и Герцеговины.

### Тренерская
С 2010 по 2011 годы был одним из тренеров в родном «Сараево». С 2014 по 2016 годы входил в тренерский штаб «Олимпика» Сараево, затем снова вернулся в «Сараево», был помощником Мехмеда Яньёша. 31 июля 2017 года он сам возглавил команду, но уже 22 августа ушёл в отставку (под его руководством команда добилась победы и ничьей и дважды проиграла).